# Список деталей рельефа Пака

Поверхность Пака с наименованными деталями рельефа. Снимок космического аппарата «Вояджер-2», 24 января 1986 года.

Это список наименованных деталей рельефа на поверхности Пака — спутника Урана. По состоянию на март 2015 года названия присвоены 3 таким объектам. Из-за низкого разрешения имеющихся снимков удалось выделить лишь одну категорию деталей рельефа:
- Кратеры

## Кратеры
Кратеры на Паке названы в честь озорных духов в различных мифологиях.
| Русское название | Латинское название | Координаты | Размер (км) | Год утвержд. названия | Эпоним                                  |
| ---------------- | ------------------ | ---------- | ----------- | --------------------- | --------------------------------------- |
| Богл             | Bogle crater       | ?          | ?           | 1988                  | Богл — существа в кельтской мифологии.  |
| Бутз             | Butz crater        | ?          | ?           | 1988                  | Бутз — лесной дух в немецком фольклоре. |
| Лоб              | Lob crater         | ?          | ?           | 1988                  | Лоб — злой дух в британском фольклоре.  |